# Santa Maria Consolatrice al Tiburtino
Santa Maria Consolatrice al Tiburtino (lateinisch: Sanctae Mariae Consolatricis in regione Tiburtina) ist eine römische Pfarr- und Titelkirche im Quartier Tiburtino. Der Haupteingang ist zu Piazza Santa Maria Consolatrice. Sie ist der Heiligen Maria, der Trösterin der Betrübten geweiht.

## Geschichte
Bis circa 1920 war das Gebiet um die Kirche unbebaut. Aufgrund der Nähe zu mehreren Eisenbahnstrecken siedelten sich Eisenbahnarbeiter hier an. Das Gebiet gehörte zur Pfarrei San Lorenzo fuori le mura. Die Pfarrkirche war aber aufgrund der Eisenbahnstrecken nur sehr umständlich zu erreichen. Die Kapuziner, welche dort die Seelsorge sicherstellten, errichteten deshalb eine Kapelle namens Madonna Consolata. Sie stellten eine Kopie der Darstellung Unserer Lieben Frau, welche in La Consolata in Turin verehrt wird.
1942 haben sie damit begonnen eine ordentliche Pfarrkirche zu errichten. Der Bau fand zu Zeit des Zweiten Weltkrieges unter Leitung des Architekten Tullio Rossi statt. Durch einen Bombenangriff im März 1944 wurde unter anderem das Stadtgebiet Casal Bertone, San Lorenzo und die Baustelle zerstört. Dies verzögerte die Fertigstellung der Kirche bis 1945.
Am 14. Juli 1945 fand die Weihe der Kirche statt und die Pfarrgemeinde wurde gegründet. Die Seelsorge wurde dem Diözesanklerus übergeben.
1964 wurde das Apsismosaik erschaffen.
Am 29. April 1969 folgte die Erhebung zur Titelkirche der römisch-katholischen Kirche durch Papst Paul VI.

## Kardinalpriester
- Jérôme Rakotomalala OMI (1969–1975)
- Joseph Ratzinger (1977–1993)
- Ricardo María Carles Gordó (1994–2013)
- Philippe Ouédraogo (seit 2014)